# Lauder
O burgo real de Lauder (em gaélico escocês:  Labhdar) é uma cidade escocesa na área do concelho de Scottish Borders, 43,4 quilômetros a sudeste de Edimburgo. Foi também um burgo real no condado histórico de Berwickshire que deixou de existir administrativamente em 1975. Encontra-se na borda da Lammermuir Hills, em Southern Upland Way.

## História medieval
Embora Lauder esteja no valley of Leader Water, Watson observa que os nomes Lauder e Leader parecem ser desconectados. Nas primeiras fontes Lauder aparece como Lauuedder e Louueder.
Abaixo de Lauder estão as terras de Kedslie que foram delimitadas a oeste por uma estrada chamada "estrada de Malcolm", e acredita-se que esta fazia parte da estrada romana conhecida como Rua Dere, que passava por Lauder. Hardie sugere que tenha sido recondicionada por Malcolm III para uso em sua luta quase constante contra a Inglaterra. É a única estrada velha, na Escócia, que está associada com o nome de uma pessoa individual.